# Saint Saviour (parish i Guernsey)
Saint Saviour (franska: Saint-Sauveur) är en parish i kronbesittningen Guernsey). Den ligger i den västra delen av Guernsey. Antalet invånare är 2 696. Arean är 6,2 kvadratkilometer. Saint Saviour ligger på ön Guernsey.
Terrängen i Saint Saviour är platt.